# Boumaiz
Boumaiz (en àrab بومعيز, Būmaʿīz; en amazic ⴱⵓⵎⵄⵉⵣ) és una comuna rural de la província de Sidi Slimane, a la regió de Rabat-Salé-Kenitra, al Marroc. Segons el cens de 2014 tenia una població total de 19.684 persones.